# Запис Лукића храст на Беговини (Бошњане)
Запис Лукића храст на Беговини (Бошњане) се налази на парцели чији је власник Лукић Радмила.

## Локација
| Општина             | Параћин                                                          |
| Катастарска општина | Бошњане                                                          |
| Потес               | Беговина                                                         |
| Координате          | 43° 53′ 22″ С; 21° 28′ 59″ И / 43.889499999999998° С; 21.4831° И |
| Надморска висина    | 165m                                                             |

## Карактеристике
Дендрометријске вредности утврђене на терену и сателитским снимцима:
| Стабло                     | Храст |
| Висина стабла              | m     |
| Обим дебла                 | m     |
| Пречник крошње             | 25m   |
| Пречник дебла              | m     |
| Висина дебла до прве гране | m     |

## База записа
Запис је у оквиру Викимедија пројекта "Запис - Свето дрво" заведен под редним бројем 0410.